# Tuk (motorfiets)
Tuk is een historisch Duits motorfietsmerk dat in 1921 en 1922 397 cc V-twins met een kleine cilinderhoek maakte. Daardoor was het frame ook kort en hoog.